# Shaktinagar
Shaktinagar é uma vila no distrito de Raichur, no estado indiano de Karnataka.

## Demografia
Segundo o censo de 2001, Shaktinagar tinha uma população de 18 983 habitantes. Os indivíduos do sexo masculino constituem 52% da população e os do sexo feminino 48%. Shaktinagar tem uma taxa de literacia de 65%, superior à média nacional de 59,5%: a literacia no sexo masculino é de 74% e no sexo feminino é de 55%. Em Shaktinagar, 13% da população está abaixo dos 6 anos de idade.